# Sielec (Sosnowiec)
Sielec (früher auch Siedlec) ist ein Stadtteil von Sosnowiec in der Woiwodschaft Schlesien in Polen. Sielec liegt am linken, östlichen Ufer der Schwarzen Przemsza, gegenüber Stary Sosnowiec und Pogoń und hat um 20.000 Einwohner.

## Geschichte
Der Ort wurde im Jahr 1361 erstmals urkundlich erwähnt, als es mit Klimontów zu Otto von Pilcza, dem Starost von Ruthenien, gehörte. 1386 wurde es mit Klimontów und Pogoń von Piotr Szafraniec an Wisław und Piotr aus Mysłowice verkauft. Die oft abwechselnden Ortsnamen Sie(d)lec (Singular) und Sie(d)lce (Plural) sind in Polen sehr verbreitet. Die Etymologie ist nicht immer klar, aber meistens wird sie als mit dem Wort siodło im Sinne siedlisko, siedziba (Ansiedlung, Sitz) verbunden erläutert.
Der Ort lag an der Grenze zum Herzogtum Siewierz im Westen und administrativ gehörte er zum Kreis Proszowice bzw. Kraków in der Woiwodschaft Krakau im Königreich Polen (ab 1569 in der Adelsrepublik Polen-Litauen), jedoch war das Dorf in die römisch-katholische Pfarrei in der oberschlesischen Stadt Mysłowice bis zum 19. Jahrhundert eingepfarrt.
Möglicherweise schon im 15. Jahrhundert wurde eine Burganlage im Dorf gebaut, die im Jahr 1620 von Sebastian Minor von Przybysławice zum Schloss umgebaut wurde. Nach dem Brand im Jahr 1824 wurde es 1832 restauriert und das Jägerschloss Sielce gilt heute als das älteste Gebäude der Stadt Sosnowiec.
Im Zuge der Dritten polnischen Teilung kam es 1795 an Preußen als Teil von Neuschlesien. 1807 kam es ins Herzogtum Warschau und 1815 ins neu entstandene russisch beherrschte Kongresspolen. Die Güter von Sielec waren im 19. Jahrhundert im Besitz verschiedener Deutscher: Christian Ludwig Schimmelpfennig von der Oye (1802 bis 1812), Ludwig Anhalt-Coeten von Pless, Gräfin Charlotte von Wernigerode zu Stolberg, 1856 kaufte es Andreas Maria von Renard für seinen Sohn Graf Jan Renard.
1806, im letzten Jahr der Zugehörigkeit zu Preußen wurde die Zeche Ludwigshoffnung eröffnet. Weitere industrielle Entwicklung des Orts im Dombrowaer Kohlebeckens folgte in den 1870er Jahren mit der Zeche Fanna, ab 1946 die Kopalnia Węgla Kamiennego Sosnowiec und 1881 mit der Hütte Katarzyna. 1902 wurden die Ortschaften Sosnowiec (heute Stary Sosnowiec), Pogoń, Sielce, Ostra Górka und Radocha als die neue größte Stadt des Dombrowaer Kohlebeckens Sosnowice mit um 61.000 Einwohnern vereinigt. 1934 wurde eine Straßenbahnlinie eröffnet, heute Teil der Straßenbahn im oberschlesischen Industriegebiet.

## Galerie

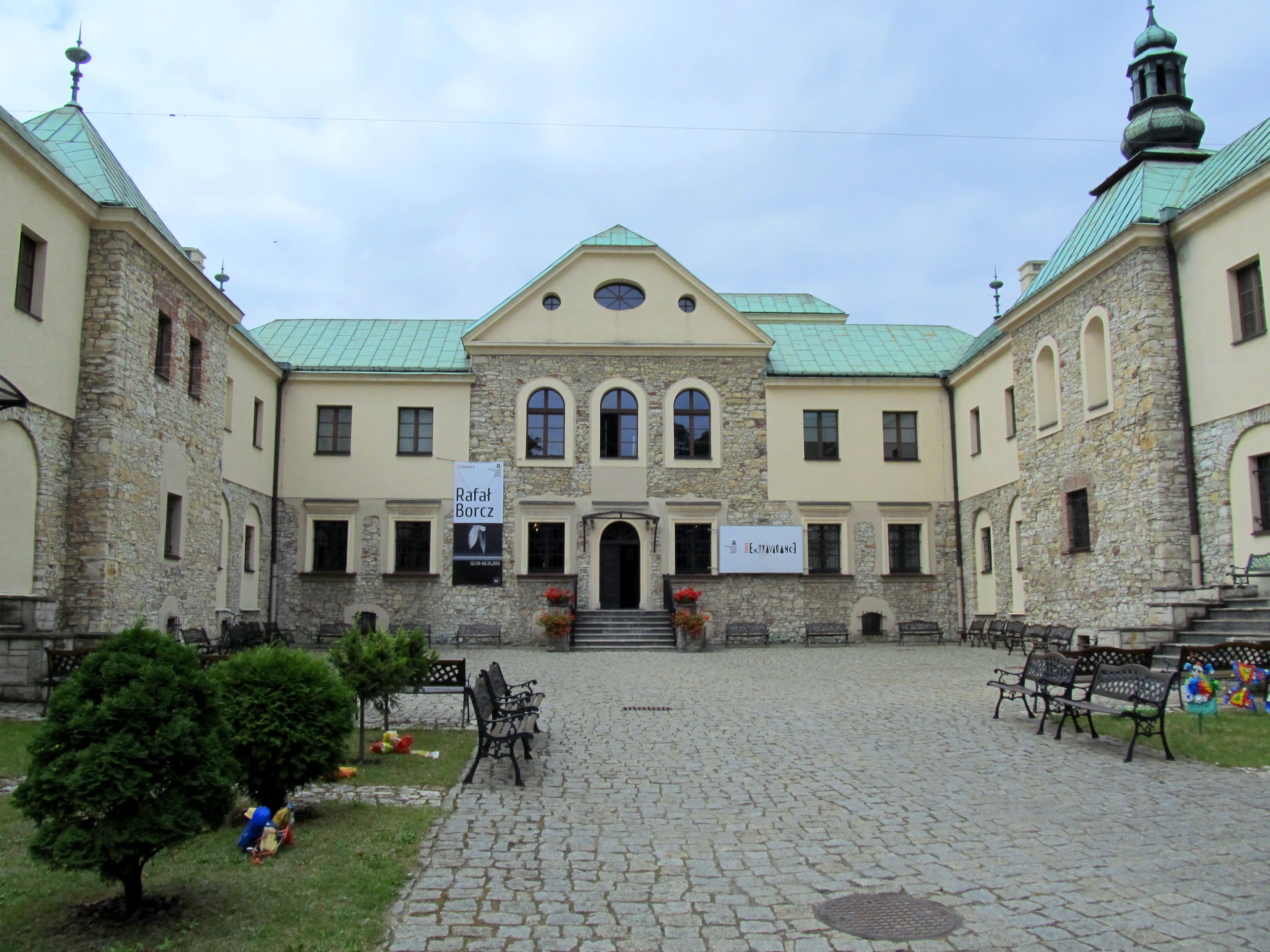
Jägerschloss
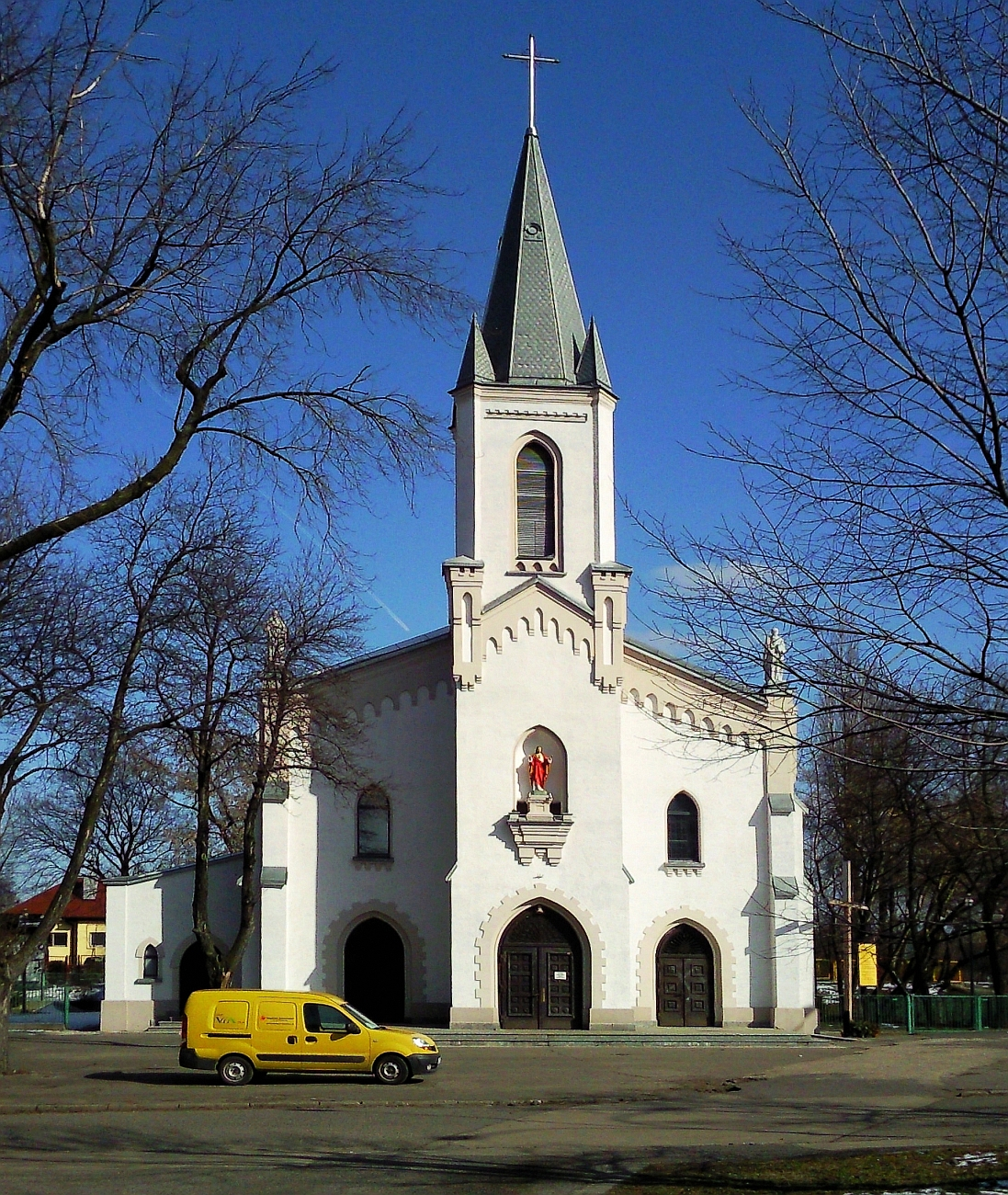
Barbara-Kirche
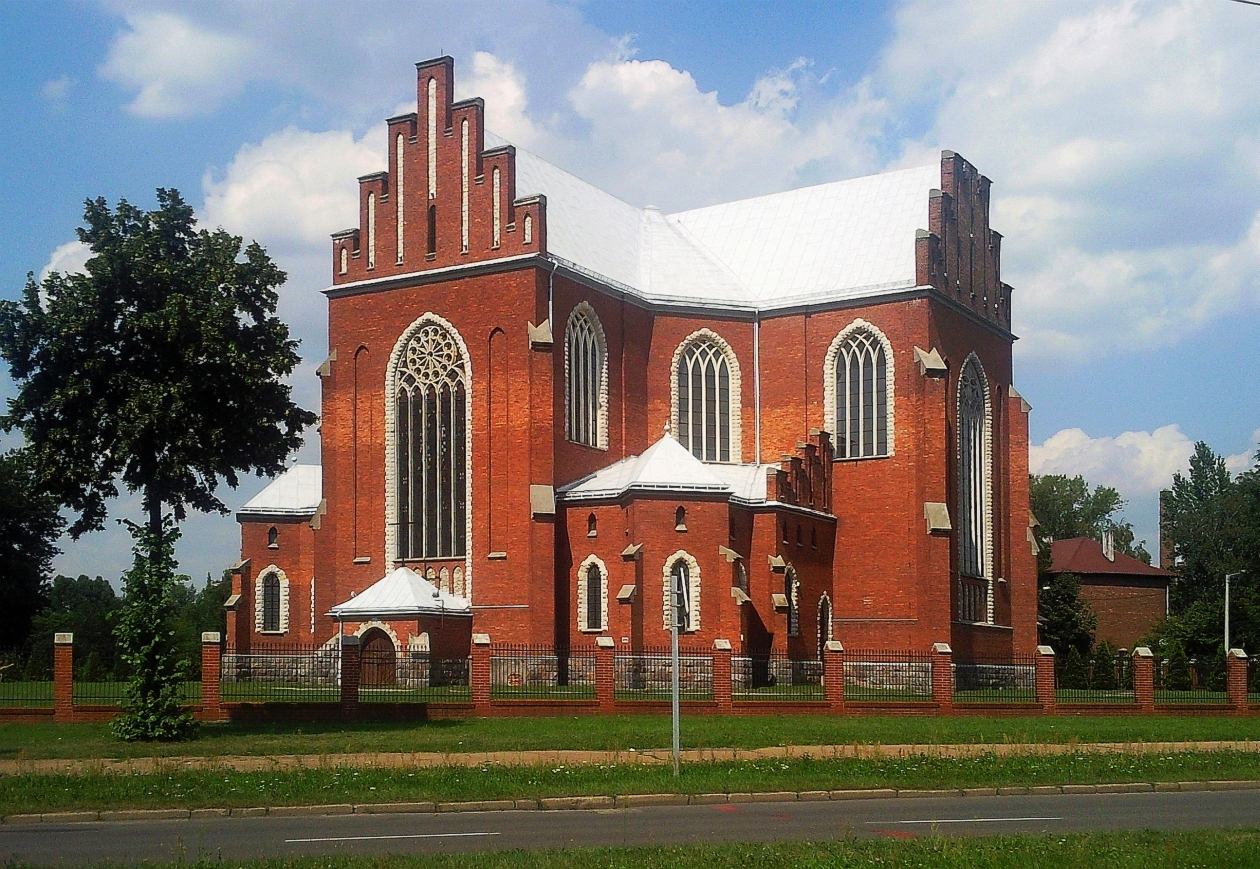
Marien-Kirche
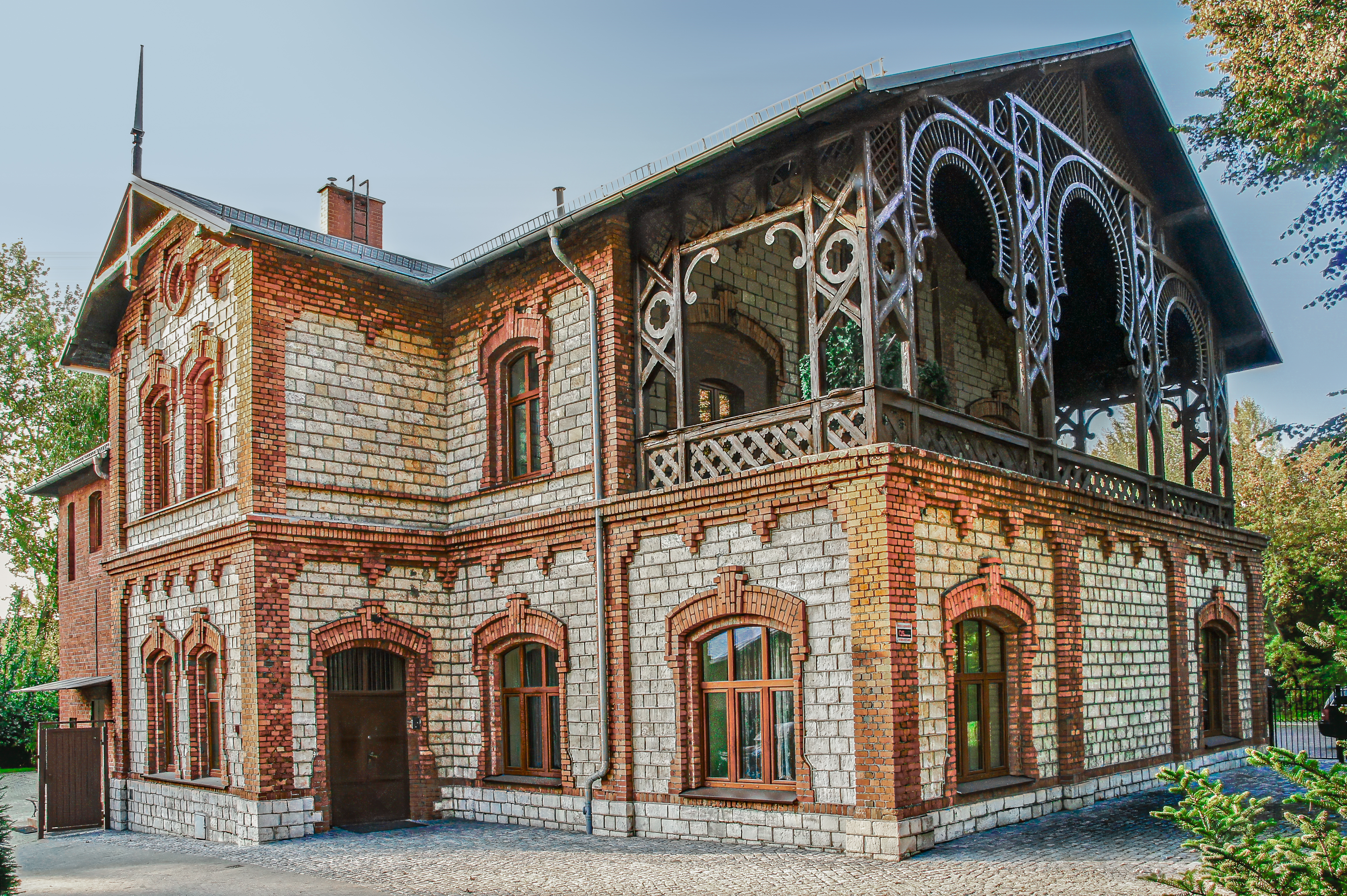
Die älteste Brauerei in Sosnowiec aus 1825
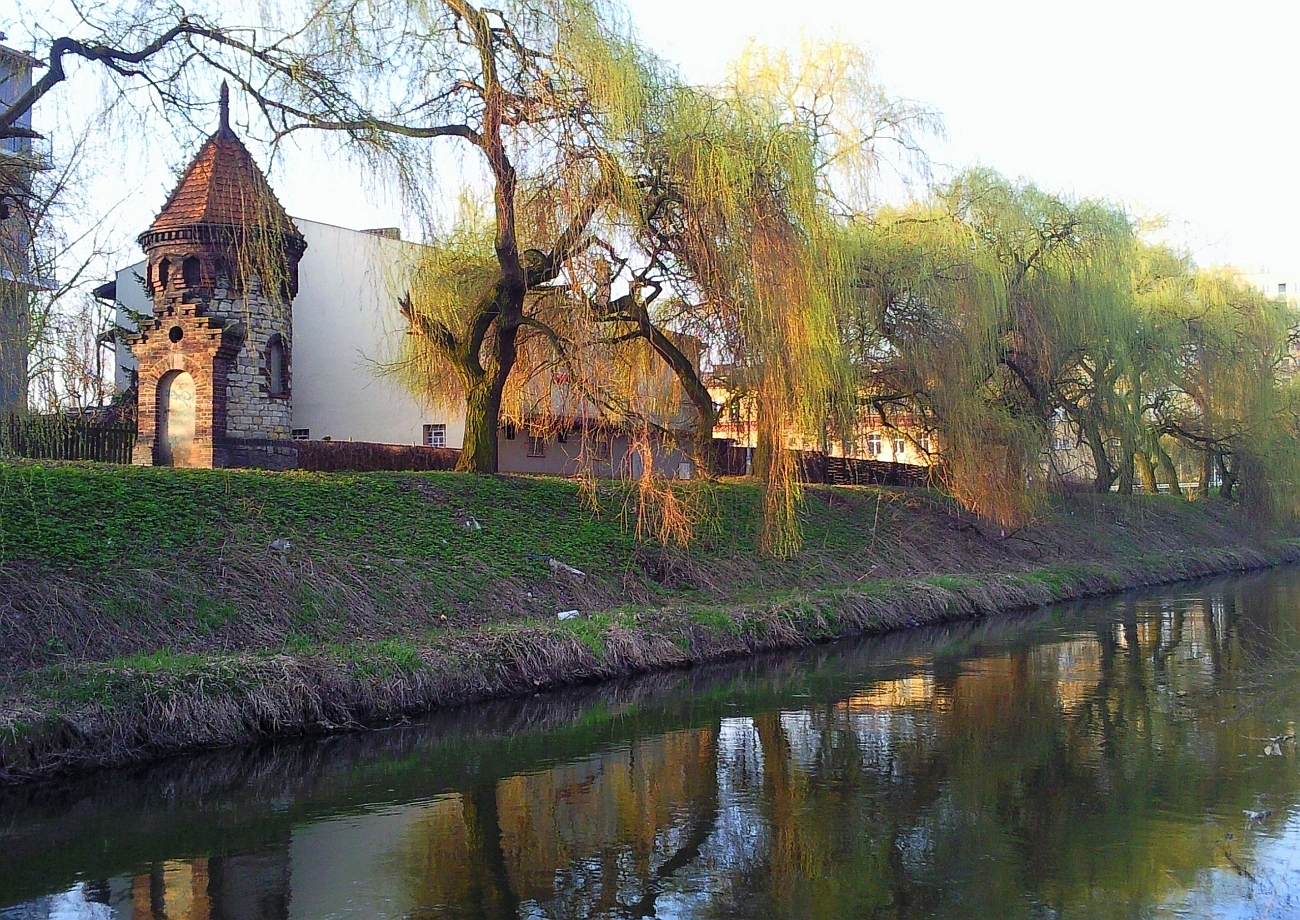
Sielecki-Park an der Schwarzen Przemsza